# Jeanne Chauvin
Pour les articles homonymes, voir Chauvin.
Jeanne Chauvin est une avocate et féministe française née à Jargeau dans le département français du Loiret le 22 avril 1862 et morte le 27 septembre 1926 à Provins dans le département français de Seine-et-Marne.
Elle est la première femme à plaider comme avocate en France en 1901,.

## Biographie

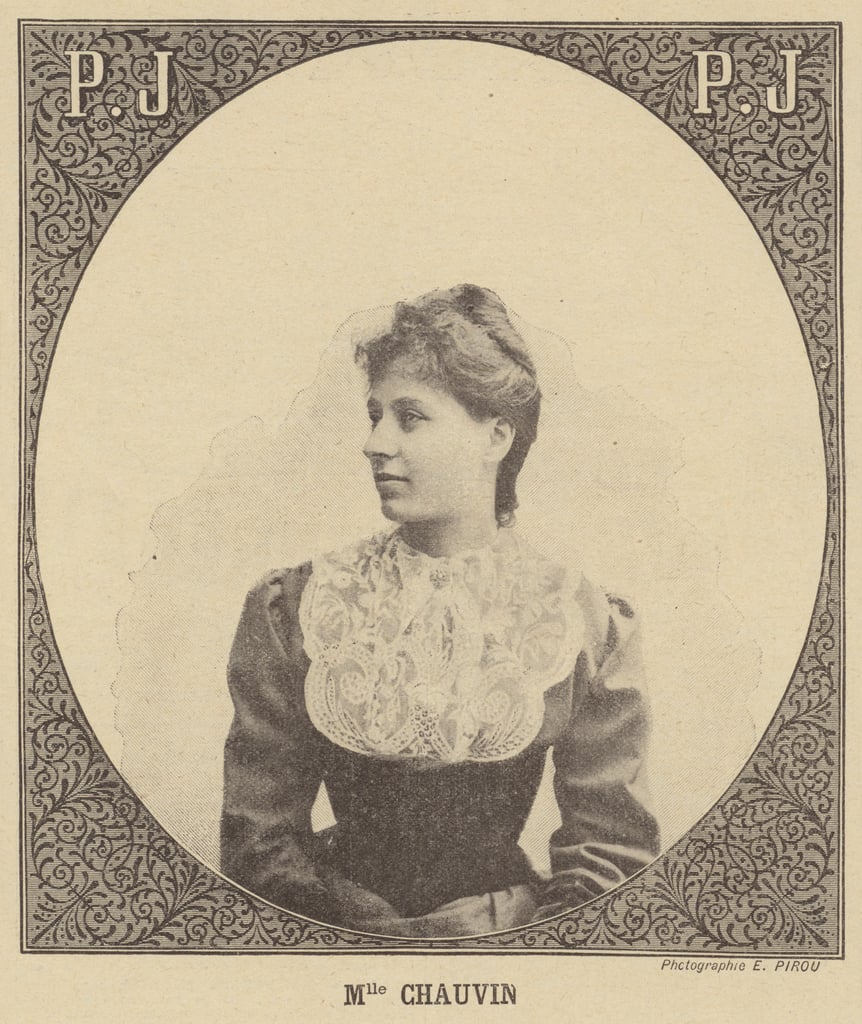
Jeanne Chauvin photographiée par Eugène Pirou.

Fille de notaire, orpheline de père à 16 ans, brillante élève, Jeanne Chauvin réussit deux baccalauréats — Lettres et Sciences — puis deux licences — droit et philosophie — et est reçue docteur en droit. Elle est la deuxième étudiante titulaire d'une licence de droit en 1890 et la première Française à soutenir son doctorat en droit en 1892, qu'elle consacre à l’Étude historique des professions accessibles aux femmes et où elle indique que, selon elle, c'est notamment sous l'influence de la Bible et du catholicisme qu'a été introduite et consolidée l'inégalité juridique entre les hommes et les femmes. Elle y revendique pour la femme l'égalité tant dans son éducation que dans l'accession à toutes les professions, aussi bien privées que publiques.
Mais ces idées ne font pas l'unanimité et sont même contestées : lorsqu'elle se présente devant le jury, des étudiants envahissent la salle, chantent La Marseillaise et déclenchent un vacarme tel qu'il faut ajourner la soutenance. Quelques jours plus tard, elle est reçue docteur en droit à l'unanimité des membres du jury.
Elle est alors chargée de dispenser des cours dans plusieurs lycées parisiens pour jeunes filles, elle est entre autres professeur de droit au lycée Molière, mais n'oublie pas son combat féministe.

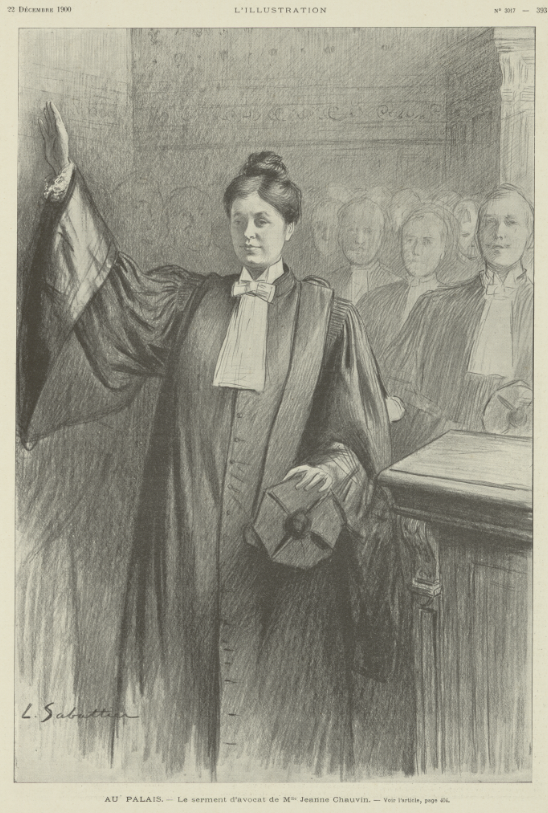
Jeanne Chauvin lors de sa prestation de serment comme avocate. Dessin de Louis Rémy Sabattier publié dans L'Illustration, 22 décembre 1900.

Dès 1893, elle demande aux parlementaires d'accorder à la femme mariée le droit d'être témoin dans les actes publics ou privés ; d'admettre la capacité des femmes mariées à disposer des produits de leur travail ou de leur industrie personnels.
Le 24 novembre 1897, pourvue de tous les diplômes requis — elle est titulaire d'un doctorat en droit et d'une licence ès lettres — elle se présente à la cour d'appel de Paris pour prêter le serment d'avocat. Elle essuie un refus qui lui est signifié le 30 novembre 1897, au motif que la loi n'autorise pas les femmes à exercer la profession d'avocat, exercice viril par excellence.
Elle devra attendre trois ans pour que, à la suite de pressions féministes, les députés Raymond Poincaré et René Viviani fassent voter par la Chambre le 30 juin 1899 et par le Sénat le 13 novembre 1900 une loi, promulguée le 1er décembre 1900 par Émile Loubet, président de la République, permettant enfin aux femmes d'accéder pleinement au barreau avec accès à la plaidoirie.

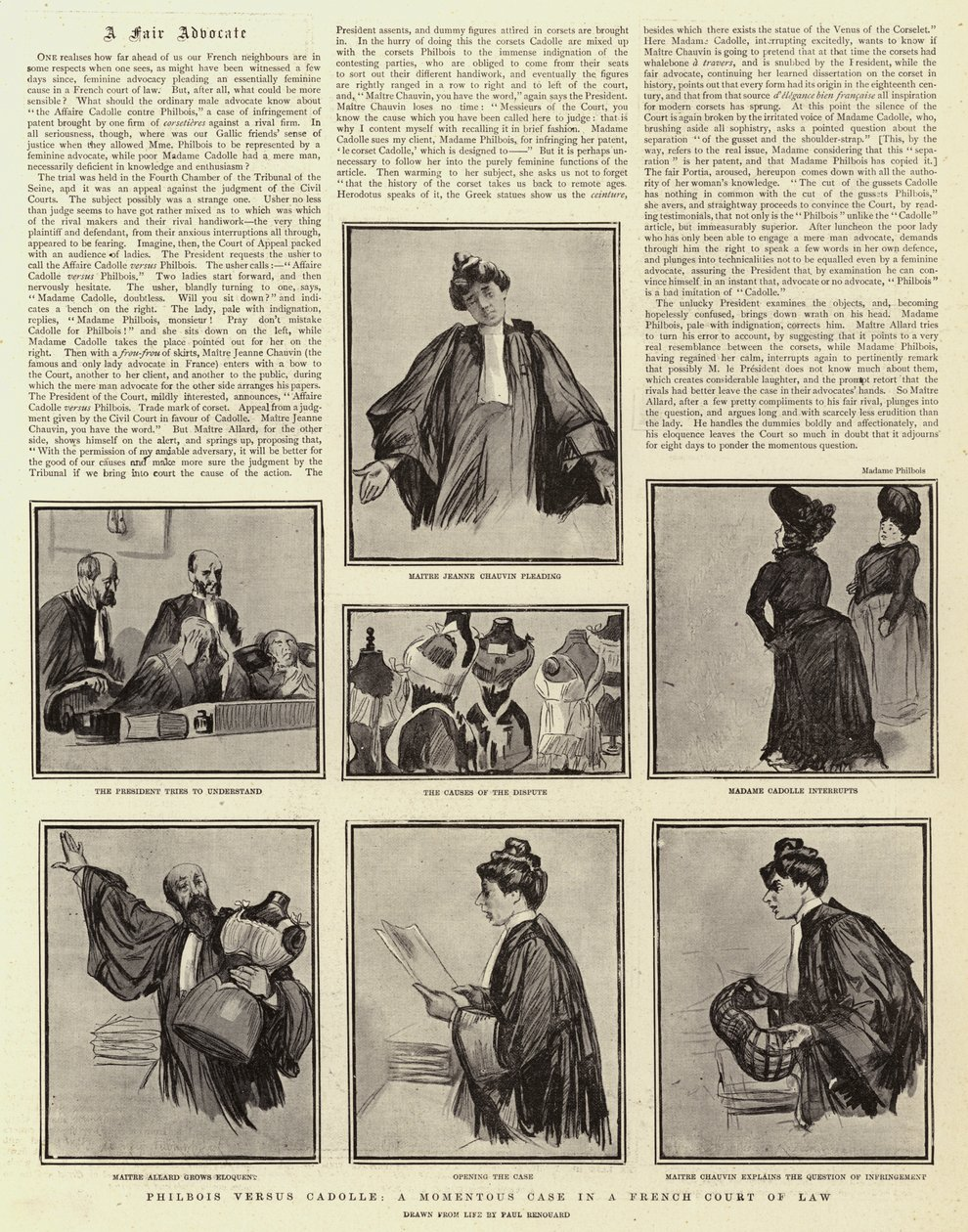
Une plaidoirie de Jeanne Chauvin, croquée sur le vif par Paul Renouard, The Graphic, 15 février 1902.

C'est ainsi qu'elle peut prêter serment comme avocate au barreau de Paris le 19 décembre 1900, la deuxième après Olga Petit, qui a prêté serment le 5 décembre 1900. Elle sera suivie de Marguerite Dilhan, qui prête serment au barreau de Toulouse le 13 juillet 1903. Jeanne Chauvin est cependant la première avocate de France à plaider en 1901,. Sa première plaidoirie, le 21 janvier 1901, porte sur « l'accident de Choisy-le-Roi ». Elle est aussi connue pour sa plaidoirie sur la contrefaçon de corsets, le 7 février 1902 (La Presse, 7 février 1902),.
La loi de décembre 1900 suscite une réaction misogyne importante aussi bien au Palais de Justice que dans le public. Certains juristes, comme le juge Paul Magnaud, applaudissent cependant à cette entrée des femmes dans la profession, espérant même qu'elles pourraient bientôt devenir magistrates.

## Publications
- Étude historique sur les professions accessible aux  femmes : influence du sémitisme sur l’évolution de la position économique de la femme dans la société, Paris, Giard et Brière, 1892.
- Cours de droit professé dans les lycées de jeunes filles de Paris, Paris, Édition V. Giard & E. Brière, 1895.

## Hommages
- Depuis 2017, la bibliothèque de la faculté de droit de l'université Paris-Descartes porte son nom ;
- Une rue a été nommée en sa mémoire à Paris, la rue Jeanne-Chauvin, dans le 13e arrondissement ; de même qu'à Aix-en-Provence, Toulouse et Saint-Nazaire.
- Depuis 2019, l'atrium de la faculté de droit, d'économie et de gestion de l'université d'Orléans porte son nom.
- Une salle du Conseil constitutionnel porte son nom[12].
- Dans la série télévisée française Paris Police 1900 et Paris Police 1905, produite en 2021 et 2022 par Canal+, le personnage de Jeanne Chauvin est interprété par Eugénie Derouand.
- Depuis 2024, Orléoquence, association de débat et d'éloquence des étudiants d'Orléans, organise le prix Jeanne Chauvin[13].